# Atmosfera (enota)
Atmosfêra je starejša (prepovedana) enota za tlak, ki ni v sistemu SI, njena približna vrednost je 1 bar.
Poznamo dve različici:
- Fizikalna atmosfera je definirana kot atmosferski tlak na nivoju morske gladine in enaka tlaku 760 mm viskokega živosrebrnega stolpca pri temperaturi 288 K (15 °C).

1 atm = 760 mmHg = 101325 Pa
= 101325 Pa = 101325 kg/m·s² = 101325 N/m²
= 1013,25 hPa = 1013,25 mbar
= 101,325 kPa
= 1,01325 bar
= 760 torr = 760 milimetrov živega srebra (mmHg)
- Tehnična atmosfera je definirana kot tlak, ki ga povzroči 10 m visok vodni stolp. (Včasih pišejo tudi Tehniška atmosfera)

1 at = 1 kp/cm² = 98.066,0 Pa